# یان باکلانتس
یان باکلانتس (انگلیسی: Jan Bakelants؛ زادهٔ ۱۴ فوریهٔ ۱۹۸۶) دوچرخه‌سوار اهل بلژیک است.
از باشگاه‌هایی که در آن بازی کرده‌است می‌توان به آژ۲آر لا موندیال، تیم کوئیک‌استپ فلورز، و تیم ترک-سگافردو اشاره کرد.